# William V. Chappell

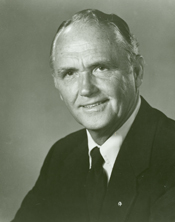
William V. Chappell

William Venroe Chappell Jr. (* 3. Februar 1922 in Kendrick, Marion County, Florida; † 30. März 1989 in Bethesda, Maryland) war ein US-amerikanischer Politiker. Zwischen 1969 und 1989 vertrat er den Bundesstaat Florida im US-Repräsentantenhaus.

## Werdegang
Nach dem Besuch der Grundschule diente William Chappell während des Zweiten Weltkrieges von 1942 bis 1946 als Marineflieger. Danach blieb er bis 1983 Mitglied der Reserve der US Navy. Nach dem Krieg studierte er an der University of Florida, unter anderem Jura. Zwischen 1950 und 1954 fungierte er als Staatsanwalt im Marion County. Politisch war Chappell Mitglied der Demokratischen Partei. Zwischen 1954 und 1964 saß er als Abgeordneter im Repräsentantenhaus von Florida, dessen Präsident er von 1961 bis 1963 war. 1964 verzichtete er auf eine Wiederwahl in das Staatsparlament, in das er aber zwei Jahre später, 1966, erneut gewählt wurde. Damals arbeitete er auch als Rechtsanwalt in der Kanzlei Chappell & Rowland in Ocala.
Bei den Kongresswahlen des Jahres 1968 wurde Chappell im vierten Wahlbezirk von Florida in das US-Repräsentantenhaus in Washington, D.C. gewählt, wo er am 3. Januar 1969 die Nachfolge von Albert S. Herlong antrat. Nach neun Wiederwahlen konnte er bis zum 3. Januar 1989 zehn Legislaturperioden im Kongress absolvieren. In dieser Zeit endete der Vietnamkrieg. Im Jahr 1974 wurde auch die Arbeit des Kongresses von der Watergate-Affäre überschattet. 1971 wurde der 26. Verfassungszusatz beraten und verabschiedet. William Chappell war Mitglied im Bewilligungsausschuss und leitete am Ende seiner langen Zeit als Kongressabgeordneter dessen Unterausschuss, der sich mit dem Verteidigungshaushalt befasste.
Bei den Kongresswahlen des Jahres 1988 verlor William Chappell gegen den Republikaner Craig T. James. Er erlag am 30. März 1989, nur wenige Wochen nach dem Ablauf seiner letzten Legislaturperiode, in Bethesda einer Knochenkrebserkrankung.